# Alosterna anatolica
Alosterna anatolica  (лат.) — жук из семейства усачей и подсемейства Усачики.

## Описание
Жук длиной от 6 до 10 мм. Время лёта жука с мая по июнь.

## Распространение
Эндемик Юго-Западной Турции.

## Экология и местообитания
Жизненный цикл вида, возможно, длится два года. Кормовые растения личинки неизвестны, но, возможно, они такие же как у вида Alosterna tabacicolor.